# Sigillion
Un sigillion (in greco σιγίλλιον?, al plurale sigillia, σιγίλλια) era un tipo di documento legale che veniva pubblicamente siglato con un sigillo, di solito di piombo.

## Origine e uso bizantino
Il termine sigillion deriva dal latino sigillum, “sigillo”, che ben presto è passato a indicare anche il documento su cui il sigillo veniva apposto. 
Il primo sigillion bizantino è documentato nella cancelleria imperiale nell'883. In seguito fu utilizzato da funzionari pubblici di livello inferiore, tra cui esattori delle tasse e giudici, oltre che dai governatori provinciali. Si distingue da un documento imperiale che reca un sigillo d'oro, la crisobolla (chrysoboullon sigillion).
Una caratteristica distintiva del sigillion è la presenza della parola sigillion in inchiostro rosso. I sigillia imperiali contenevano anche il mēnológion dell'imperatore. Nell'XI secolo erano ormai in declino, e di quell'epoca si sono conservati solo alcuni esemplari. I catapani d'Italia continuarono a emettere sigillia nell'XI secolo e questa pratica fu mantenuta anche sotto la dominazione normanna. I sovrani normanni copiarono esattamente il formato del sigillion bizantino nei loro documenti greci, utilizzando sigilli di piombo o di cera. Questo iniziava con un'invocazione simbolica (di solito il Chrismon), seguita dall'intitolazione del sovrano e dal nome del destinatario e poi da una clausola di datazione con il mese e l'indizione scritti di proprio pugno dall'emanatore, il cosiddetto mēnológion. In alcuni casi seguiva un'arénga (parte introduttiva del testo) e la narrazione degli eventi che avevano portato all'emissione del documento. Seguiva poi la disposizione, che era la parte attiva ed effettiva del documento ed era sempre scritta in terza persona in modo estremamente formulaico, seguita dalla sanzione, che di solito era una minaccia che chiunque avesse violato la carta avrebbe provato l'ira del sovrano. Il documento si concludeva con una conferma (testimoni), il nome del destinatario una seconda volta e una seconda clausola di datazione. Nel XIII secolo, i termini sigillion e sigilliodes gramma entrarono in uso nella cancelleria del Patriarcato di Costantinopoli. Hanno sostituito il termine hypomnemata per i documenti patriarcali più solenni, quelli che recano la firma per esteso del patriarca e che di solito stabiliscono un punto di diritto ecclesiastico, spesso approvato da un sinodo, o concedono un privilegio a una diocesi o a un monastero.

## Uso arabo e ottomano
Dall'uso bizantino, il termine è stato adottato in arabo سجل‎?, sijill, attraverso l'aramaico, come termine per documenti o rotoli. Questo uso è presente già nel Corano. Nell'Egitto fatimide il termine era usato per la corrispondenza ufficiale della corte fatimide, nell'Egitto mamelucco per i registri dei tribunali giudiziari, mentre nell'Impero ottomano il termine era generalmente applicato a registri di ogni tipo, come gli archivi del personale. Il termine si applica soprattutto ai registri giudiziari (kadi sijilleri o sher'iyye sijilleri).